# Chuggington
Chuggington is een Britse CGI-televisieserie voor peuters en kleuters. De serie gaat over de fictieve stad Chuggington en de levende treinen die daar rondrijden.
Chuggington wordt geproduceerd door Ludorum plc. De eerste aflevering werd op 22 september 2008 in Engeland uitgezonden. In 2011 wordt Chuggington in 175 verschillende landen uitgezonden, in Nederland door RTL Telekids en Disney Jr.

## Verhaal
De serie speelt zich af in de moderne stad Chuggington en de landelijke gebieden in de omgeving. In de stad ligt een groot spoorcomplex, met stations, tunnels, fabrieken en andere bouwwerken. De hoofdfiguren zijn drie leerlingtreinen genaamd Wilson, Brewster en Koko. Chuggington heeft een educatief karakter; iedere aflevering beleven de drie locomotieven avonturen, waarbij het leren van belangrijke waarden als vriendschap, eerlijkheid, en goed luisteren centraal staan. De locomotieven krijgen dagelijks opdrachten, die goed uitgevoerd moeten worden.

## Seizoenen
| Seizoen | Seizoen | Afleveringen | Originele uitzenddatum                                                      | Originele uitzenddatum |
| Seizoen | Seizoen | Afleveringen | Datum                                                                       |                        |
| ------- | ------- | ------------ | --------------------------------------------------------------------------- | ---------------------- |
|         | 1       | 52           | 22 september 2008 (Verenigd Koninkrijk) 6 mei 2009 (Verenigde Staten)       |                        |
|         | 2       | 26           | 13 september 2010 (Verenigd Koninkrijk) 3 september 2011 (Verenigde Staten) |                        |
|         | 3       | 14           | 28 november 2011 (Verenigd Koninkrijk) 3 augustus 2013 (Verenigde Staten)   |                        |
|         | 4       | 26           | 27 augustus 2013 (Verenigd Koninkrijk) 6 juni 2014 (Verenigde Staten)       |                        |
|         | 5       | 10           | 18 mei 2015 (Verenigd Koninkrijk) 5 juni 2015 (Verenigde Staten)            |                        |
|         | 6       | 46           | 2 januari 2021 (Verenigd Koninkrijk) 20 september 2021 (Verenigde Staten)   |                        |
|         | 7       | 17           | Onbekend? (Verenigd Koninkrijk) Onbekend? (Verenigde Staten)                |                        |

## Personages

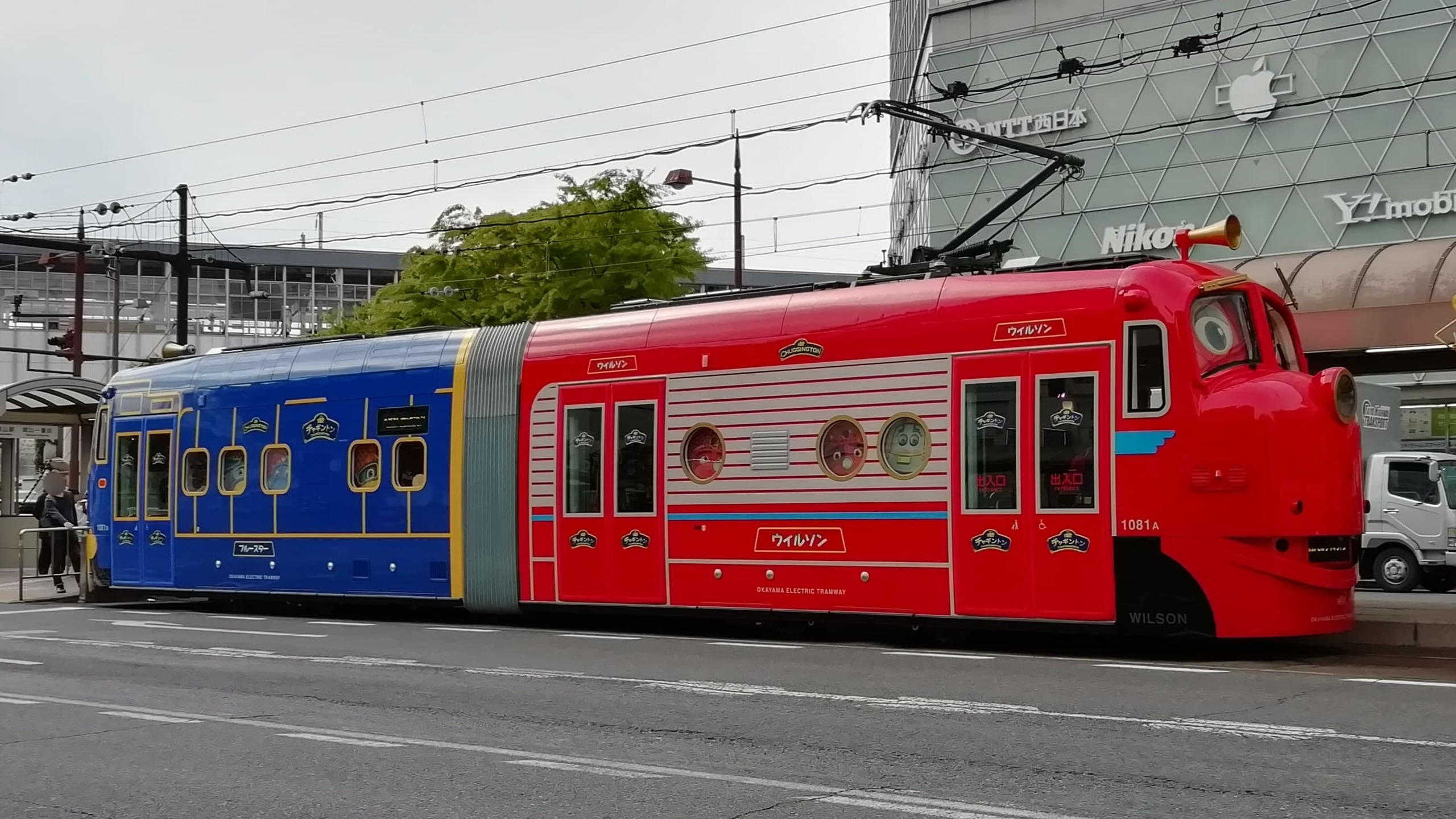
Japanse tram met Chuggington als motief (2019)

- Wilson - De rode diesellocomotief. Hij is enigszins een brokkenpiloot, maar is erg enthousiast. Zijn gebrek aan concentratie zorgt ervoor dat hij soms zijn taken vergeet uit te voeren.
- Brewster - De blauwe diesellocomotief. Hij is gevoelig, maar gaat bedachtzaam te werk. Brewster is gebaseerd op de British Rail Class 55-locomotieven uit de jaren 1960. De Nederlandse stem van Brewster wordt vertolkt door Peter de Kroon.
- Koko - De vrouwelijke elektrische locomotief. Zij is de snelste van de drie en start regelmatig te vroeg met haar taken. Koko is gebaseerd op de Japanse kogeltrein uit de jaren 1960.- stem: Vajèn van den Bosch
- Vee - Een menselijke dame die via een netwerk van luidsprekers de treinen hun opdrachten geeft en in de gaten houdt of alle treinen op tijd rijden en hun werk goed doen. Vee komt zelf nooit in beeld, alleen haar stem is hoorbaar via de microfoons die overal in Chuggington staan.
- Stoomboemel Piet - Een oude stoomtrein die al heel wat jaren mee gaat en alles weet hoe het er vroeger uitzag in Chuggington. Stem: Hero muller vanaf Seizoen 2
- Superloco
- Joost
- Hein
- Babeloe -  stem: Olaf Wijnants
- Hildebrand - stem: Simon Zwiers
- Sophie
- Olga
- Decca - stem: Patty Brard
- Pippa
- Tuut en Toet
- Frostini
- Jimmy
- Turbo
- Kelly -  stem: Lottie Hellingman
- Jeremy - stem: Jelle Amersfoort

## Merchandise
Evenals bij vergelijkbare series als Bob de Bouwer en Thomas de stoomlocomotief is er een grote reeks merchandise-artikelen ontwikkeld rondom Chuggington. Naast de dvd's met afleveringen van de serie, worden houten en metalen speelgoedtreintjes, een serie bouwpakketten van het Lego-imitatiemerk Mega Bloks, spellen, puzzels en andere zaken met afbeeldingen van de locomotieven verkocht.